# Diecezja Ngong
Diecezja Ngong – diecezja rzymskokatolicka  w Kenii. Powstała w 1959 jako prefektura apostolska. Diecezja od 1976.

## Biskupi diecezjalni
- Biskupi
  - Bp John Oballa Owaa (2012-)
  - Bp Cornelius Schilder, M.H.M. (2002–2009)
  - Bp Colin Cameron Davies, M.H.M. (1976–2002)
- Prefekci apostolscy
  - Bp Colin Cameron Davies, M.H.M. (1964–1976)
  - Bp Joannes de Reeper, M.H.M. (1960–1964)